# Nason (Illinois)
Nason est une ville du comté de Jefferson, dans l'Illinois, aux États-Unis. Elle est incorporée le 17 février 1925. Lors du recensement de 2010, la ville comptait une population de 236 habitants.

## Source de la traduction
- (en) Cet article est partiellement ou en totalité issu de l’article de Wikipédia en anglais intitulé « Nason, Illinois » (voir la liste des auteurs).